# Dessau-Radegast-Köthener Bahn
| Der Radegaster Bahnhof war früher der Mittelpunkt des Streckennetzes | |                                                                                |                                                                                |
| | |                                                                                |                                                                                |
| Kursbuchstrecke: | 152q (Dessau D.R.K. – Radegast 1934) 152p (Osterköthen – Radegast Klbf 1934) 152r (Radegast – Zörbig D.R.K.1934) |                                                                                |                                                                                |
| Streckenlänge: | 43,7 km |                                                                                |                                                                                |
| Spurweite: | 750 mm (Schmalspur)                                                                                              |                                                                                |                                                                                |
| | |                                                                                |                                                                                |
| \| \| 0,0 \| Dessau Radegaster Bahnhof (Altener Str.) (Übergang zur Strecke Dessau–Leipzig) \| Dessau Radegaster Bahnhof (Altener Str.) (Übergang zur Strecke Dessau–Leipzig) \| \| \| \| \| \| \| \| 0,8 \| Dessau Kochstedter Straße \| Dessau Kochstedter Straße \| \| \| 5,6 \| Kochstedt \| Kochstedt \| \| \| \| Agl. Kiesgrube \| \| \| \| \| \| \| \| \| \| \| \| \| \| 9,1 \| Diesdorf-Libbesdorf \| Diesdorf-Libbesdorf \| \| \| 11,9 \| Quellendorf \| Quellendorf \| \| \| 15,6 \| Hinsdorf \| Hinsdorf \| \| \| 18,9 \| Kapelle \| Kapelle \| \| \| 20,3 \| Wehlau \| Wehlau \| \| \| 22,4 \| Zehbitz \| Zehbitz \| \| \| 24,0 \| Zehmitz \| Zehmitz \| \| \| \| \| \| \| \| \| \| \| \| \| \| Osterköthen (Übergang zur Strecke Magdeburg–Leipzig) \| \| \| \| \| \| \| \| \| \| Köthen Kleinbahnhof \| \| \| \| \| Klepzig \| \| \| \| \| Großbadegast \| \| \| \| 4,4 \| Kleinbadegast \| Kleinbadegast \| \| \| \| Pfriemsdorf \| \| \| \| 5,8 \| Libehna \| Libehna \| \| \| \| Agl. Zuckerfabrik \| \| \| \| 7,5 \| Prosigk \| Prosigk \| \| \| 8,5 \| Cosa \| Cosa \| \| \| \| \| \| \| \| 10,5 \| Gnetsch \| Gnetsch \| \| \| 11,9 \| Gölzau \| Gölzau \| \| \| \| \| \| \| \| 13,9 / 26,3 0,0 \| Radegast \| Radegast \| \| \| 0,7 \| Domäne \| Domäne \| \| \| \| ehemalige Grenze Anhalt / Preußen \| \| \| \| \| Fuhnebrücke \| \| \| \| 1,9 \| Ziegelei \| Ziegelei \| \| \| \| \| \| \| \| 3,5 \| Zörbig (Übergang zur Strecke Bitterfeld–Stumsdorf) \| Zörbig (Übergang zur Strecke Bitterfeld–Stumsdorf) \| | |                                                                                |                                                                                |
| Kopfbahnhof Streckenanfang (Strecke außer Betrieb) | 0,0 | Dessau Radegaster Bahnhof (Altener Str.) (Übergang zur Strecke Dessau–Leipzig) | Dessau Radegaster Bahnhof (Altener Str.) (Übergang zur Strecke Dessau–Leipzig) |
| | |                                                                                |                                                                                |
| Haltepunkt / Haltestelle (Strecke außer Betrieb) | 0,8 | Dessau Kochstedter Straße                                                      | Dessau Kochstedter Straße                                                      |
| Bahnhof (Strecke außer Betrieb) | 5,6 | Kochstedt                                                                      | Kochstedt                                                                      |
| Abzweig geradeaus und von rechts (Strecke außer Betrieb) | | Agl. Kiesgrube                                                                 | Agl. Kiesgrube                                                                 |
| Brücke (Strecke außer Betrieb) | |                                                                                |                                                                                |
| Brücke (Strecke außer Betrieb) | |                                                                                |                                                                                |
| Haltepunkt / Haltestelle (Strecke außer Betrieb) | 9,1 | Diesdorf-Libbesdorf                                                            | Diesdorf-Libbesdorf                                                            |
| Bahnhof (Strecke außer Betrieb) | 11,9 | Quellendorf                                                                    | Quellendorf                                                                    |
| Bahnhof (Strecke außer Betrieb) | 15,6 | Hinsdorf                                                                       | Hinsdorf                                                                       |
| Bahnhof (Strecke außer Betrieb) | 18,9 | Kapelle                                                                        | Kapelle                                                                        |
| Haltepunkt / Haltestelle (Strecke außer Betrieb) | 20,3 | Wehlau                                                                         | Wehlau                                                                         |
| Bahnhof (Strecke außer Betrieb) | 22,4 | Zehbitz                                                                        | Zehbitz                                                                        |
| Bahnhof (Strecke außer Betrieb) | 24,0 | Zehmitz                                                                        | Zehmitz                                                                        |
| Strecke (außer Betrieb) | |                                                                                |                                                                                |
| | |                                                                                |                                                                                |
| Kopfbahnhof Streckenanfang (Strecke außer Betrieb) · Strecke (außer Betrieb) | | Osterköthen (Übergang zur Strecke Magdeburg–Leipzig)                           | Osterköthen (Übergang zur Strecke Magdeburg–Leipzig)                           |
| | |                                                                                |                                                                                |
| Bahnhof (Strecke außer Betrieb) · Strecke (außer Betrieb) | | Köthen Kleinbahnhof                                                            | Köthen Kleinbahnhof                                                            |
| Bahnhof (Strecke außer Betrieb) · Strecke (außer Betrieb) | | Klepzig                                                                        | Klepzig                                                                        |
| Bahnhof (Strecke außer Betrieb) · Strecke (außer Betrieb) | | Großbadegast                                                                   | Großbadegast                                                                   |
| Haltepunkt / Haltestelle (Strecke außer Betrieb) · Strecke (außer Betrieb) | 4,4 | Kleinbadegast                                                                  | Kleinbadegast                                                                  |
| Haltepunkt / Haltestelle (Strecke außer Betrieb) · Strecke (außer Betrieb) | | Pfriemsdorf                                                                    | Pfriemsdorf                                                                    |
| Bahnhof (Strecke außer Betrieb) · Strecke (außer Betrieb) | 5,8 | Libehna                                                                        | Libehna                                                                        |
| Abzweig geradeaus und nach rechts (Strecke außer Betrieb) · Strecke (außer Betrieb) | | Agl. Zuckerfabrik                                                              | Agl. Zuckerfabrik                                                              |
| Bahnhof (Strecke außer Betrieb) · Strecke (außer Betrieb) | 7,5 | Prosigk                                                                        | Prosigk                                                                        |
| Haltepunkt / Haltestelle (Strecke außer Betrieb) · Strecke (außer Betrieb) | 8,5 | Cosa                                                                           | Cosa                                                                           |
| Brücke (Strecke außer Betrieb) · Strecke (außer Betrieb) | |                                                                                |                                                                                |
| Bahnhof (Strecke außer Betrieb) · Strecke (außer Betrieb) | 10,5 | Gnetsch                                                                        | Gnetsch                                                                        |
| Haltepunkt / Haltestelle (Strecke außer Betrieb) · Strecke (außer Betrieb) | 11,9 | Gölzau                                                                         | Gölzau                                                                         |
| Verschwenkung nach links (Strecke außer Betrieb) · Verschwenkung nach rechts (Strecke außer Betrieb) | |                                                                                |                                                                                |
| Bahnhof (Strecke außer Betrieb) | 13,9 / 26,3 0,0                                                                                                  | Radegast                                                                       | Radegast                                                                       |
| Haltepunkt / Haltestelle (Strecke außer Betrieb) | 0,7 | Domäne                                                                         | Domäne                                                                         |
| Grenze (Strecke außer Betrieb) | | ehemalige Grenze Anhalt / Preußen                                              | ehemalige Grenze Anhalt / Preußen                                              |
| Brücke über Wasserlauf (Strecke außer Betrieb) | | Fuhnebrücke                                                                    | Fuhnebrücke                                                                    |
| Haltepunkt / Haltestelle (Strecke außer Betrieb) | 1,9 | Ziegelei                                                                       | Ziegelei                                                                       |
| | |                                                                                |                                                                                |
| Kopfbahnhof Streckenende (Strecke außer Betrieb) | 3,5 | Zörbig (Übergang zur Strecke Bitterfeld–Stumsdorf)                             | Zörbig (Übergang zur Strecke Bitterfeld–Stumsdorf)                             |

Die  Dessau-Radegast-Köthener Bahn (DRKB) (bis 11. November 1926 Dessau-Radegast-Cöthener Bahn (DRCB), da sich Köthen bis zu diesem Tag mit „C“ schrieb) betrieb ein 750-mm-Schmalspurnetz um Radegast.

## Lage
Das 43,7 km lange Streckennetz in der fast ebenen Gegend zwischen Mulde und Saale lag überwiegend im Herzogtum Anhalt; hingegen nur 2,4 km im Königreich Preußen.

## Geschichte
Bereits in den 1860er Jahren wurden um Radegast Forderungen nach einem Eisenbahnanschluss laut, verschiedene Projekte kamen aber über das Planungsstadium nicht hinaus.

### Cöthener Kleinbahn

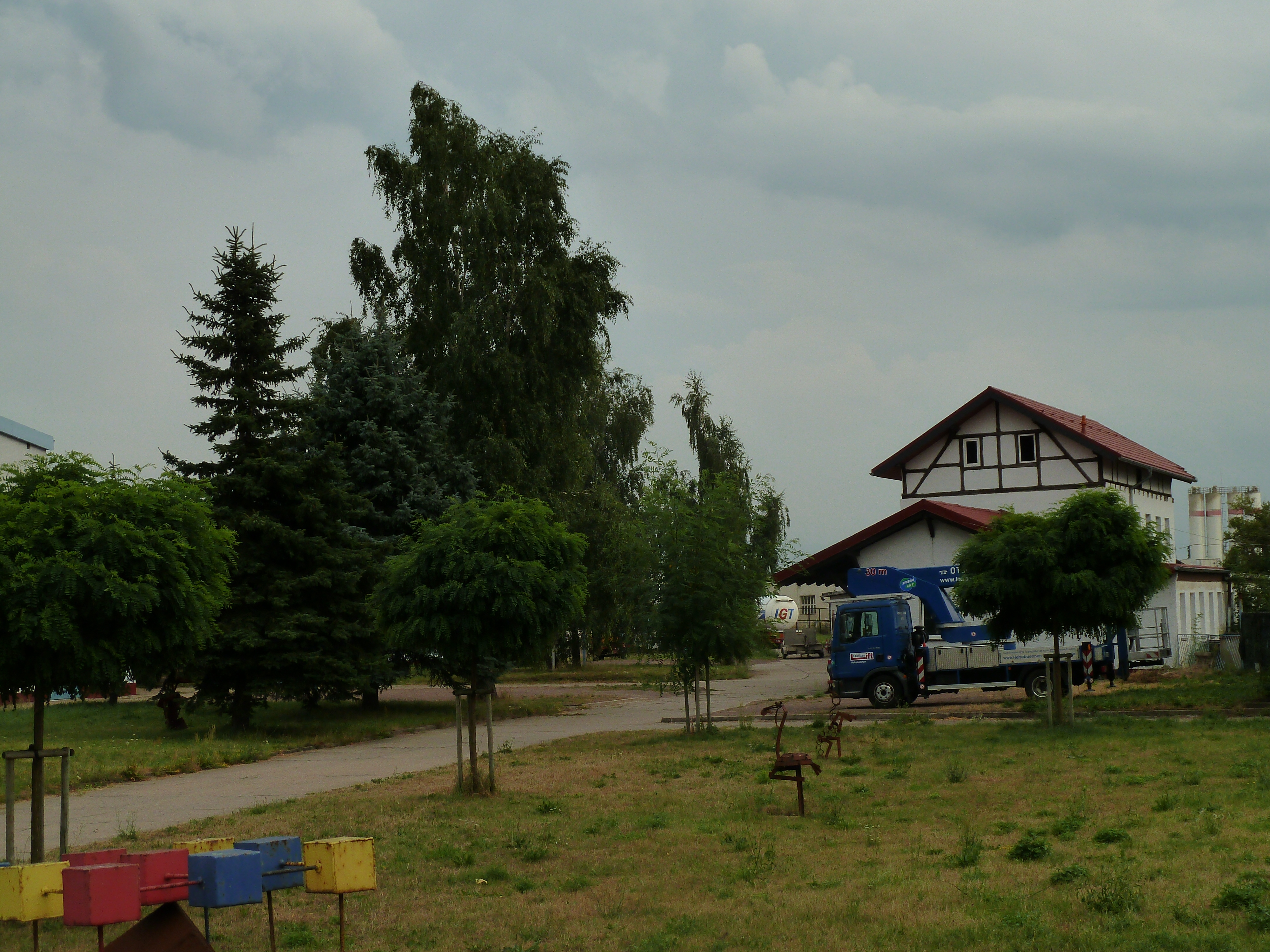
Früherer Schmalspurbahnhof Köthen

Die Eisenbahngesellschaft Burchard & Co. begann 1893 mit Vorarbeiten zu einer schmalspurigen Kleinbahnstrecke von Cöthen (heute Köthen) über Radegast nach Zörbig. Die Strecke vom Kleinbahnhof Cöthen nach Radegast wurde am 30. Oktober 1896 für den landwirtschaftlich geprägten Güterverkehr (vor allem Zuckerrüben für die Zuckerfabriken in Radegast, Klepzig und Prosigk) und am 28. November 1896 für den Personenverkehr eröffnet. Ab dem 15. April 1897 begann die nunmehr 13,9 km lange Strecke in Ostercöthen in der Nähe des Cöthener Staatsbahnhofes. Dazu kam am 9. August 1898 die 3,5 km lange Verbindung von Radegast in das preußische Zörbig.

### Dessauer Kleinbahn

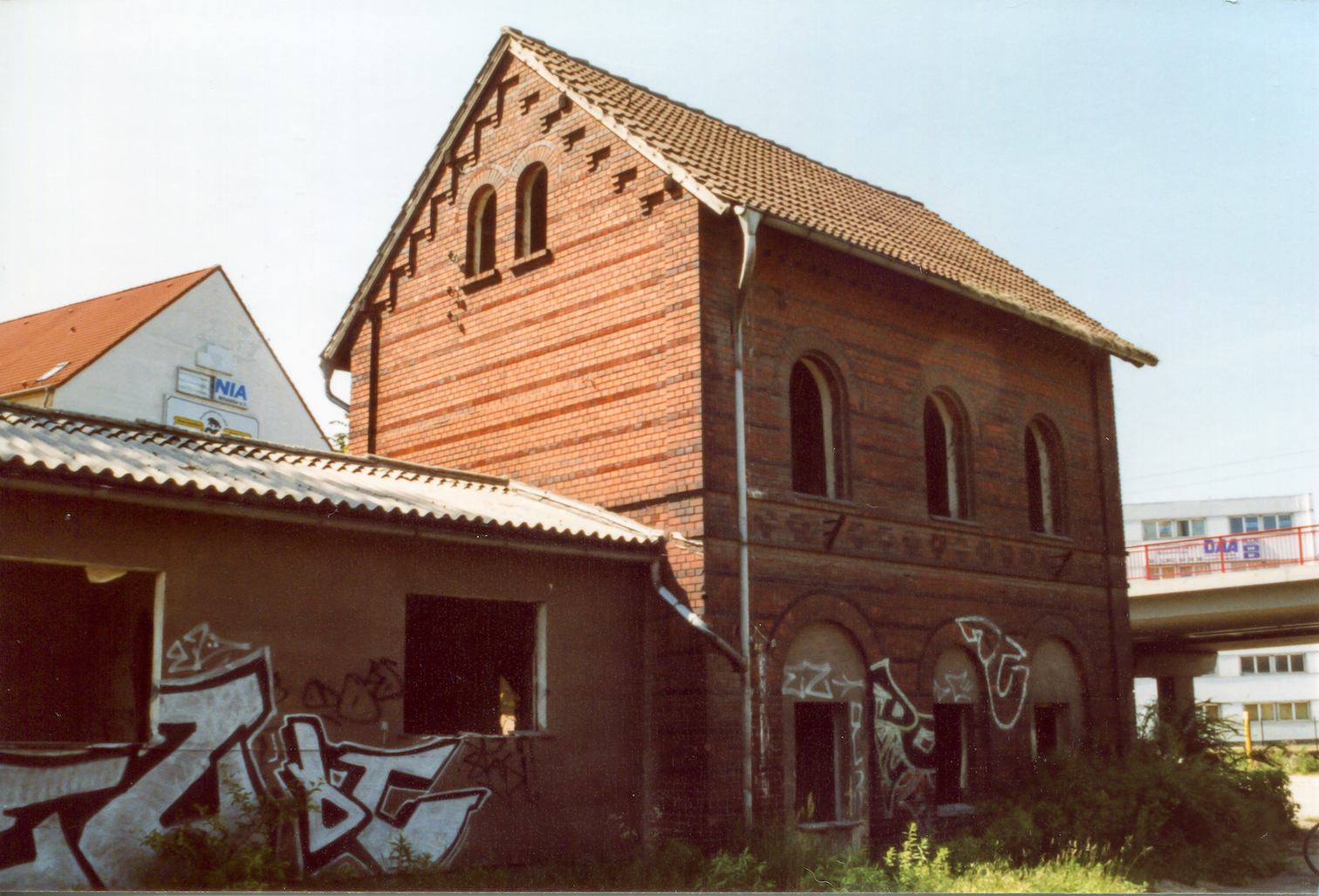
Ehem. Bahnhofsgebäude in Dessau

Die Allgemeine Deutsche Kleinbahn-Aktien-Gesellschaft (ADKG) hatte sich an der 1895 gegründeten Dessauer Kleinbahn beteiligt und nannte sie seitdem Dessau-Radegaster Bahn. Die 26,3 km lange Kleinbahnstrecke wurde von der Eisenbahnbau- und Betriebsgesellschaft Vering & Waechter errichtet. Sie verband ab 9. Dezember 1897 Dessau, wo im Südwesten der Stadt ein eigener Bahnhof gebaut wurde, über Quellendorf mit Radegast.

### Dessau-Radegast-Cöthener Bahn
Die DRCB ist am 1. September 1899 aus dem Zusammenschluss der Dessauer Kleinbahn und der Cöthener Kleinbahn entstanden. Die Bahnverwaltung befand sich zunächst in Cöthen, ab 1909 in Radegast.
Der Abschnitt Zörbig–Radegast wurde ab 7. September 1910 dreischienig erweitert, damit er auch von normalspurigen Zügen benutzt werden konnte. Solche Züge wurden vornehmlich für den Transport von Zuckerrüben verwendet, aus dem der Hauptteil der Einnahmen stammte.
Die Vereinigten Kleinbahnen AG, die 1927 die DRKB von der ADKG (seit 1923 Allgemeine Deutsche Eisenbahn-AG) übernommen hatte, legte aus wirtschaftlichen Gründen den Personenverkehr, der nie die Erwartungen erfüllt hatte, schon vor Beginn des Zweiten Weltkrieges still: Am 15. September 1938 zwischen Dessau und Quellendorf und am 19. Februar 1939 auf dem übrigen Netz. Aus Material- und Treibstoffmangel im Zweiten Weltkrieg wurde der Omnibusverkehr 1943 wieder eingestellt, so dass ab dem 27. September 1943 erneut Personenverkehr auf der Schiene stattfand. Allerdings war die Strecke Dessau–Quellendorf bereits 1938 abgebaut worden, so dass das Netz nur noch einen Umfang von 32 km hatte. Die Trassenführung um Kochstedt ist noch gut erkennbar, zum Teil wurde sie für den Ausbau als Radweg benutzt.
Nach dem Krieg wurde die zum Konzern der AG für Verkehrswesen (AGV) gehörende DRKB enteignet, am 21. März 1946 stillgelegt und als Reparationsleistung fast völlig demontiert. Nur zwischen Köthen und Klepzig blieb für den Güterverkehr ein normalspuriges Anschlussgleis erhalten. Es ging 1949 auf die Deutsche Reichsbahn über, wo es noch heute als Werksanschluss in Betrieb ist. Die Anschlussweiche an das Bahnnetz trägt bis heute die offizielle Bezeichnung „KLB 1“ (KLB für Kleinbahn).

## Sonstiges
Die Stadt Radegast widmete der DRKB im Jahr 2006 eine Gedenkmünze anlässlich des 110. Jahrestags der Einweihung sowie des 60. Jahrestags der Streckenstilllegung.

## Überlieferung
Die Überlieferung der Dessau-Radegast-Köthener Bahn befindet sich in der Abteilung Dessau des Landesarchivs Sachsen-Anhalt.